# Mâtnicu Mic, Timiș
Mâtnicu Mic este un sat în comuna Fârdea din județul Timiș, Banat, România. Se află în partea de est a județului, la poalele nordice ale masivului Poiana Ruscă, nu departe de barajul Surduc.

## Legături externe

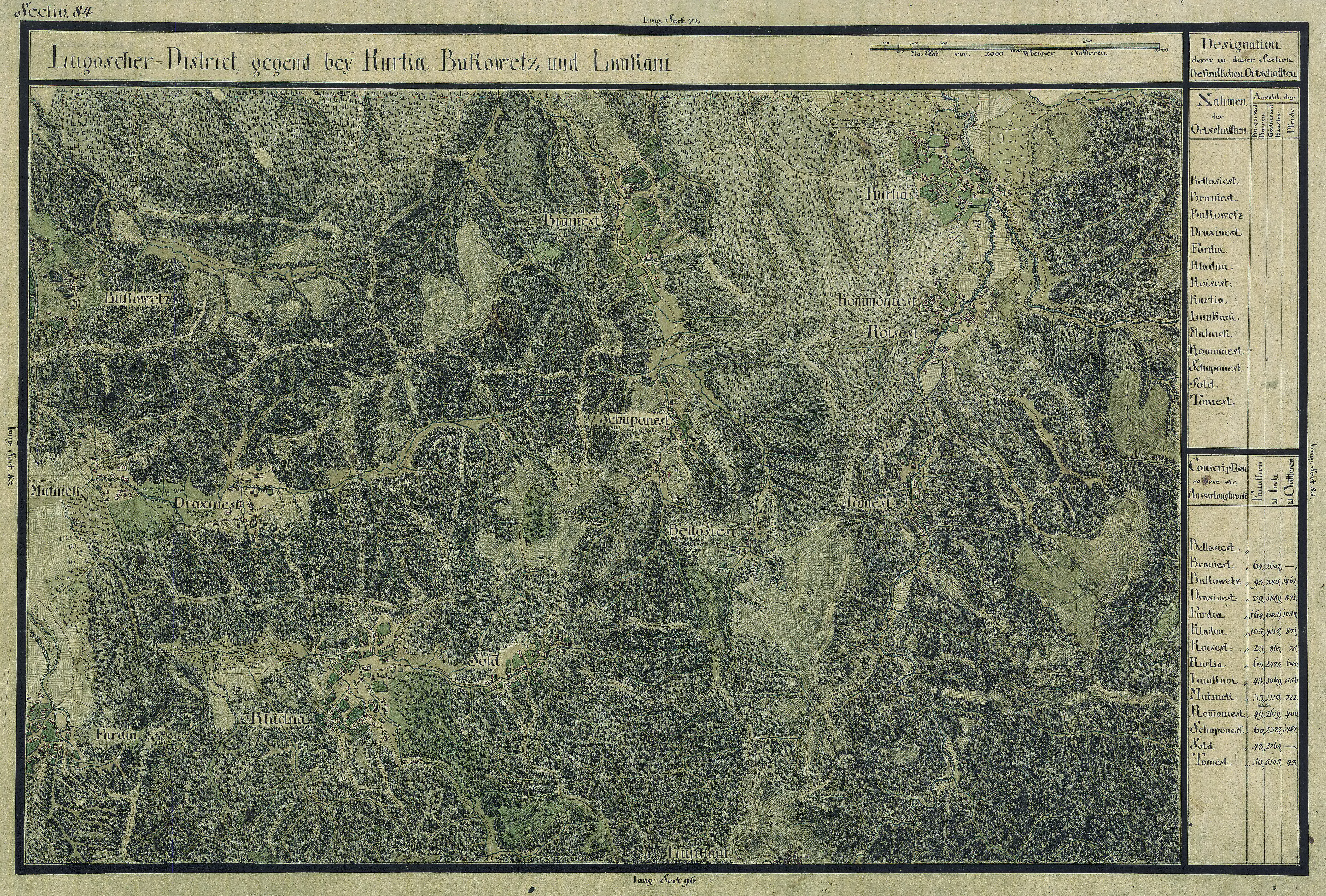
Mâtnicu Mic în Harta Iosefină a Banatului, 1769-72